# Andrena biemarginata
Andrena biemarginata là một loài Hymenoptera trong họ Andrenidae. Loài này được Nurse mô tả khoa học năm 1904.